# ヨハネス21世 (ローマ教皇)
ヨハネス21世（Ioannes XXI、1210年と1215年の間? - 1277年5月20日）は、ローマ教皇（在位：1276年 - 1277年）。本名をペドロ・ジュリアン（Pedro Julião）、ラテン語ではペトルス・ヒスパヌス（Petrus Hispanus）といい、現在に至るまで唯一のポルトガル出身の教皇。唯一の医学者でもある教皇である。研究部屋の天井が崩れて、その下敷きになったことにより、在位わずか8か月で死去した。　

## 生涯

### 学者
生年はいくつかの説があり、McBrien (1997)では1210年から1215年ごろの間とされるが、『カトリック百科事典』（1913年）、ジョセフ・P・マラリー（Joseph P. Mullally）、ユゼフ・マリア・ボヘンスキーは1210年と1220年の間、ベルトゥス・ド・レイクは1205年ごろと推定した。ポルトガル王国で生まれ、リスボン大聖堂内の神学校で教育を受けた。15歳ごろから10年間パリ大学に留学し、弁証法、論理学を学び、アルベルトゥス・マグヌスからアリストテレスの自然学、形而上学の講義を受けた。学芸学部で自由七科を修了した後、神学部の課程も修了した。
1230年代前半にレオン王国で論理学を教え、山下正男は『論理学綱要』の初期の写本に登場する地名を証拠として、ペドロがレオン王国で『論理学綱要』を執筆したと推定した。また医学も身につけ、1245年から1250年にかけてシエナ大学で医学を教えた。山下は『論理学綱要』に医学に関する事柄がないことから、ペドロが『論理学綱要』を執筆した後に医学を学んだと推定した。ただし、『カトリック百科事典』は『論理学綱要』がシエナ大学時代に執筆されたものとしている。

### 枢機卿
1261年ごろよりオットボノ・フィエスキ枢機卿（後の教皇ハドリアヌス5世）に随行するようになり、リスボンの助祭、次いでブラガ大司教区ヴェルモイン（Vermoim）の助祭長にも任命されている。この時期よりテオバルド・ヴィスコンティと知り合ったとされ、1271年にヴィスコンティがグレゴリウス10世として教皇に選出されると、ペドロは1272年にグレゴリウス10世の侍医に任命された。学者として名声のあったペドロは1273年春にブラガ大司教に任命されたが、直後にグレゴリウス10世によりトゥスクルム司教区の司教枢機卿に任命された。以降も1275年5月に次期ブラガ大司教が任命されるまでの暫定大司教を務めた。1274年の第2リヨン公会議に出席した。

### 教皇
グレゴリウス10世の後任であるインノケンティウス5世とハドリアヌス5世はいずれも短期間で死去した。後者が8月18日に死去した後、ハドリアヌス5世が第2リヨン公会議で定められたコンクラーヴェの規定実施を一時中止したこともあり、コンクラーヴェはヴィテルボで始まったものの長引く兆しがあった。これによりヴィテルボで騒動が起きたため、枢機卿団は慌てて教皇を選出した。こうして、ペドロは9月8日にヨハネス21世として教皇に選出され、15日に戴冠した。「ヨハネス20世」を名乗った教皇は存在しないものの、ペドロは「ヨハネス21世」を名乗った（教皇ヨハネスの代数）。ヨハネス21世はハドリアヌス5世と同様、教皇勅書Licet felicis recordationisを出してコンクラーヴェの規定実施を一時中止し、新規定の制定を約束した。
政治ではインノケンティウス5世の反神聖ローマ帝国政策を取り消した。シチリア王カルロ1世（シャルル・ダンジュー）は自らヴィテルボに赴いて、新教皇の歓心を買おうとしたが失敗し、10月7日にシチリア王として忠誠を誓うことを余儀なくされた。具体的にはシチリアによるイタリア中部のトスカーナ、北部のロンバルディア併合が禁じられ、神聖ローマ帝国とシチリアの合邦も禁止された。そればかりか、ローマのSummus Senator、トスカーナとロンバルディアにおける教皇代理といった、インノケンティウス5世がシャルルに与えた名誉職の再任もなされなかった。
ローマ王ルドルフ1世に対しては11月に親書を出し、ローマ教皇庁に使者を派遣して、シャルル・ダンジューの使者との講和交渉を行うよう勧めた。講和が済んだら、ローマに遠征して神聖ローマ皇帝として戴冠するものとされた。ヨハネス21世は並行して、インノケンティウス5世が主張していた、東ローマ帝国時代のラヴェンナ司教管区（ロマーニャ）の教皇領への返還交渉をルドルフ1世と行った。
第2リヨン公会議で始まった十字軍の準備に関して、カスティーリャ王アルフォンソ10世とフランス王フィリップ3世は十字軍参加に同意し、1276年2月にはフィリップ3世が親征すると発表した。2人がナバラ王国をめぐり争いを起こしたため、ヨハネス21世は11月に教皇使節を派遣して戦争の回避に努め、一旦は条約締結に成功したが、2人は1277年春に再び戦争の用意をはじめたため、ヨハネス21世は再び教皇使節を派遣して、講和の仲介に成功した。またポルトガル王アフォンソ3世に対しては聖職者任命に干渉したとして破門に処した。
第2リヨン公会議で合意された東西教会の合同をめぐりコンスタンティノープルへの使節を派遣し、1277年4月に同地でシノド（教会会議）が行われた。このシノドで東ローマ皇帝ミカエル8世パレオロゴスは第2リヨン公会議での合意を批准した。
イルハン朝のアバカが十字軍との同盟を求めて教皇への使節を派遣してくると、ヨハネス21世は使節をシャルル・ダンジュー、フィリップ3世、アラゴン王ペドロ3世、イングランド王エドワード1世に遣わしたが、いずれも実際に十字軍遠征を行うつもりはなく、ヨハネス21世がイルハン朝に遣わそうとする使節も出発する前に死去した。
ヨハネス21世自身は学者肌で政治への興味が少なく、政策の詳細をジョヴァンニ・ガエターノ・オルシーニ枢機卿（後の教皇ニコラウス3世）に任せたという。

### 死去
ヨハネス21世は即位時点で高齢だったが、健康に自信があると述べた。そこで教皇に就任しても研究を続けるべく、ヴィテルボ教皇宮殿の後ろに小さな研究部屋を作らせた。しかし、急造で作られたため、1277年5月に部屋の天井が崩壊し、ヨハネス21世はその下敷きとなって致命傷を負って、6日後の1277年5月20日に死亡した。遺体はヴィテルボ聖堂に埋葬された。死後に行われたコンクラーヴェは6か月ほどかかり、11月25日にジョヴァンニ・ガエターノ・オルシーニ枢機卿がニコラウス3世として教皇に選出された。
ダンテ・アリギエーリは『神曲』の中で、ヨハネス21世を聖人の1人に数えた。

## 著作
ヨハネスが執筆した『論理学綱要』は「ヨーロッパの13世紀に刊行されたもっとも典型的なスコラの論理学書」として、「中世の大学の教養コースで数百年にわたって使用され、数百版を重ねた著名なテキスト」であり、中世ヨーロッパの学問の基礎を理解するための必読書とされる。論理学に関する『共義語論』（Syncategoremata）、心理学に関する『霊魂論の研究』（Scientia Libri de Anima）、神学に関する『ディオニュシウスの著作註解』（Expositio libri beati Dionysii）、眼科学に関する『目』（De oculis）も執筆している。
このほかに医学書として『医学宝典』（Thesaurus pauperum）が名声を得たが、著者がヨハネス21世でない説もある。『カトリック百科事典』では1270年代、グレゴリウス10世の侍医を務めた時期に執筆したとしている。

## 関連文献
- Maxwell-Stuart, P. G. (2002). Chronicle of the Popes: The Reign-by-Reign Record of the Papacy from St. Peter to the Present (英語). Thames & Hudson. p. 119. ISBN 0500017980.
- 「ヨハネス21世」『ブリタニカ国際大百科事典 小項目事典』。コトバンクより2025年7月19日閲覧。